# Брино
Брино — деревня в Костромском районе Костромской области. Входит в состав Кузьмищенского сельского поселения.

## География
Находится в юго-западной части Костромской области на расстоянии приблизительно 18 км на север-северо-восток по прямой от железнодорожной станции Кострома-Новая.

## История
В 1872 году здесь было учтено 7 дворов, в 1907 году здесь отмечено было 5 дворов.

## Население
Постоянное население составляло 18 человек (1872 год), 43 (1897), 39 (1907), 1 в 2002 году (русские 100 %), 14 в 2022.